# Held von Belarus

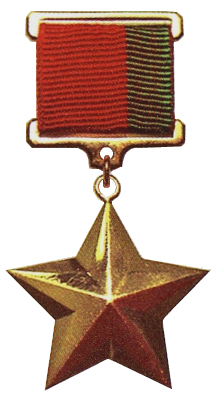
Orden

Held von Belarus (belarussisch Герой Беларусі; Łacinka: Hieroj Biełarusi; russisch Герой Беларуси) ist der Name der höchsten Auszeichnung des belarussischen Staates. Der Orden wurde am 13. April 1995 per Beschluss des Rates der Republik N 3726-XII mitsamt einigen anderen Auszeichnungen ins Leben gerufen und seither an 14 Personen verliehen. Er kann für herausragende Verdienste im militärischen, ökonomischen, sozialen oder politischen Bereich verliehen werden. Das Vorbild bei der Stiftung war der sowjetische Orden Held der Sowjetunion. Mit der Verleihung sichert der Staat den Geehrten und ihren Ehepartnern gewisse finanzielle Vorteile und Vorteile in der Gesundheitsversorgung zu.

## Ordensträger
Bisher wurden zwölf Männer und zwei Frauen mit dem Orden ausgezeichnet. Vier Ordensträger wurden am 30. Juni 2001 auf einen Schlag per Präsidialerlass gekürt.
- Uladsimir Karwat (Уладзімір Карват, 1958–1996) wurde der Titel 1996 posthum verliehen. Er war ein Pilot der belarussischen Luftwaffe. Am 21. November 1996 fing seine Su-27 Feuer. Obwohl er den Befehl erhielt, sich mit dem Schleudersitz zu retten, steuerte er das Flugzeug auf einen Hügel zu und ließ es dort zerschellen, da er befürchtete, es würde sonst über einem Wohngebiet abstürzen. Karvat kam bei dem Absturz ums Leben. Der Präsident Aljaksandr Lukaschenka erließ noch am selben Tag den Präsidialerlass 484, mit dem Karvat als erster Ordensträger geehrt wurde.

- Aljaksandr Dubko (Аляксандр Дубко, 1938–2001) wurde ebenfalls posthum für seine „tapferen Verdienste um Staat und Gesellschaft“ geehrt. Er saß in den obersten Sowjets der UdSSR, später des unabhängigen Belarus und war Gebietsvorsteher der Hrodsenskaja Woblasz. 1994 scheiterte er als Präsidentschaftskandidat.

- Michail Kartschmit (Міхаіл Карчміт, 1948–2004) war der Vorsitzende der Kolchose Snov (Снов) in der Minskaja Woblasz. Er wurde für seine „selbstlose Arbeit und tapferen Einsatz in der Entwicklung der Landwirtschaft“ geehrt.

- Wital Kramko (Віталь Крамко, * 1941) ist der Vorsitzende des landwirtschaftlichen Kollektivs „Oktober“ (Октябрь) in der Hrodsenskaja Woblasz und wurde ebenfalls für seine Verdienste um die Landwirtschaft ausgezeichnet.

- Pawel Maryjeu (Павел Марыеў, * 1938) war zur Zeit der Ehrung Vorsitzender der belarussischen Automobilwerke БелАЗ. Er wurde für „seine selbstlose Arbeit und seinen außergewöhnlichen Einsatz für den einheimischen Automobilbau“ geehrt.

Am 1. März 2006 wurde den folgenden Personen der Orden verliehen:
- Filaret (Kirill Wachromejew) (Филарет (Кирилл Вахромеев), * 1935), Metropolit von Minsk und Sluzk
- Michail Sawizki, Künstler, Gründer einer Kunstakademie
- Michail Wyssozki, Forscher an der Nationalen Akademie der Wissenschaften
- Pjotr Prakapowitsch, Präsident der Nationalbank
- Wassil Rawjaka, Mitglied einer landwirtschaftlichen Genossenschaft

Am 17. Februar 2014 verlieh Präsident Aljaksandr Lukaschenka der Biathletin Darja Domratschawa als erster Frau die Auszeichnung, nachdem diese ihre dritte Goldmedaille bei den Olympischen Winterspielen 2014 in Sotschi gewonnen hatte.
Am 21. November 2021 erhielten zwei bei einem Flugunfall gestorbene Militärpiloten die Auszeichnung:
- Andrej Nitschyportschyk
- Mikita Kukanenka

Am 9. April 2024 erhielt Maryna Wassileuskaja als erste belarussische Kosmonautin die Auszeichnung.
«Герой Беларусі»